# سازمان بازماندگان جنگ
سازمان بازماندگان جنگ نهادی غیردولتی و غیرانتفاعی در ایران است که برای پیگیری مطالبات حقوقی قربانیان جنگ ایران و عراق در سطوح ملی و بین‌المللی فعالیت و دادخواهی می‌کند.

## پیشینه
این سازمان از خردادماه سال ۱۳۹۲ خورشیدی با نام مقدماتی جمعیت بازماندگان جنگ آغاز به کار کرد و در سال ۱۳۹۴ خورشیدی در چهارچوب یک سازمان مردم نهاد با گستره سراسری به ثبت اولیه در وزارت کشور ایران رسید.
هوشیار سلطانی فر، که خود از قربانیان جنگ ایران و عراق است، این سازمان را بر پایه اصول بشردوستی و عدالت بنیاد نهاد و اکنون دبیر آن است.

## عملکرد و فعالیت‌ها
سازمان بازماندگان جنگ، با حفظ بی‌طرفی و از راه برقراری ارتباط غیرسیاسی با اکثریت رزمندگان، جنگ‌زدگان و دیگر آسیب‌دیدگان جنگ ایران و عراق، به بزرگترین سازمان مردم‌نهاد ایران در این عرصه تبدیل شد و با راه‌اندازی طولانی‌ترین کارزار در تاریخ ایران، تا کنون از شمار نزدیک به چهارصد هزار تن از بازماندگان جنگ ایران و عراق، امضا گرفته‌ است.

## نظریه‌های سازمان
این تشکل، مطالبه غرامت جنگی ایران از عراق را نیز با یاری خواستن و دادخواست فراگیر قربانیان جنگ به هر سازمان بین‌المللی دنبال می‌کند و بر این باور است که دریافت غرامت جنگ از طرف مهاجم، بهترین سپر بازدارنده برای طرف مدافع است. بر این اساس، غرامت جنگی باید به جبران مافات و خسارات قشرهای آسیب‌دیده از جنگ اختصاص یابد.